# Xanthophyllum malayanum
Xanthophyllum malayanum är en jungfrulinsväxtart som beskrevs av V. d. Meijden. Xanthophyllum malayanum ingår i släktet Xanthophyllum och familjen jungfrulinsväxter. Inga underarter finns listade i Catalogue of Life.